# イスラス・デ・ラ・バイア県

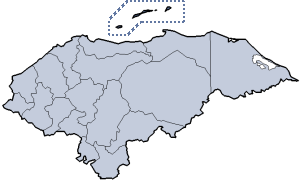
イスラス・デ・ラ・バイア県の位置

イスラス・デ・ラ・バイア県（Islas de la Bahía）は、18あるホンジュラスの県のひとつ。本土の北方約60キロメートルのカリブ海に浮かぶ諸島からなる。

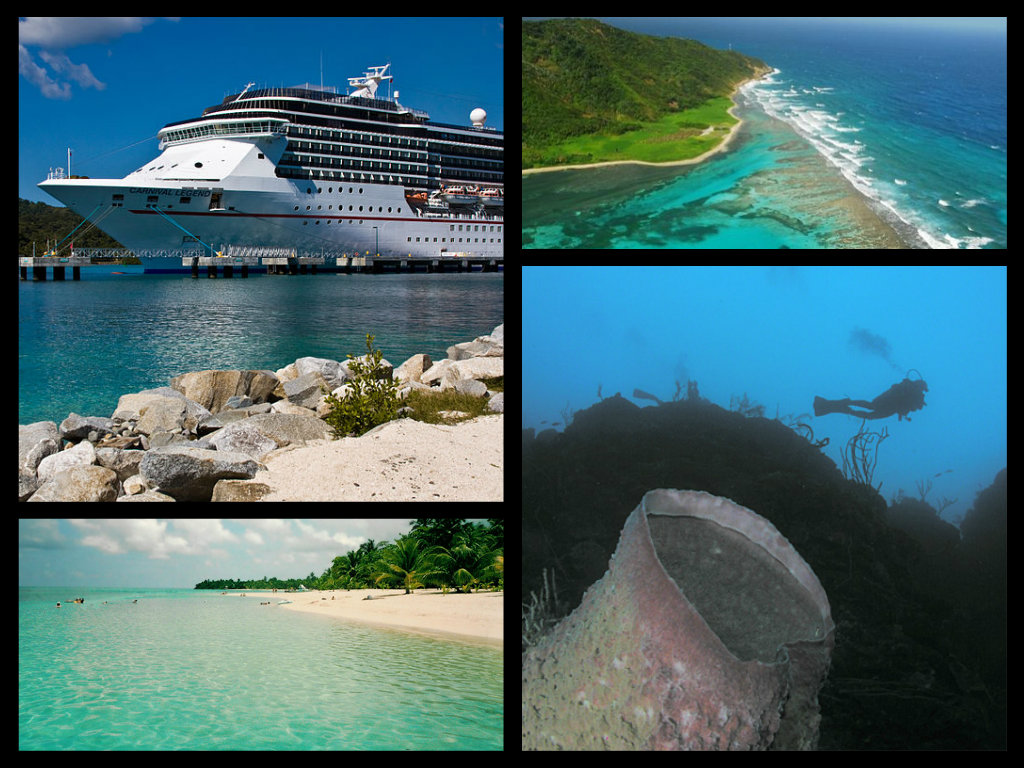
イスラス・デ・ラ・バイア諸島

西からウティラ島・ロアタン島・グアナハ島が主な島。県都はロアタン（Roatán）で、ロアタン島にある。面積261km2、人口38,073人（2001年現在）。島民は黒人奴隷の子孫とカリブの先住民との混血であるガリフナ系が多い。公用語はスペイン語だが、昔イギリスが長く領有していた事もあって島民は英語を話す者も多い。
イスラス・デ・ラ・バイア県を構成しているイスラス・デ・ラ・バイア諸島は、英語での呼称を使用し「ベイ諸島（Bay Islands）」とも呼ばれることもある。
サンゴ礁の島々で主な島は、
- ロアタン島（Roatán）
- グアナハ島（Guanaja）
- ウティラ島（Útila）

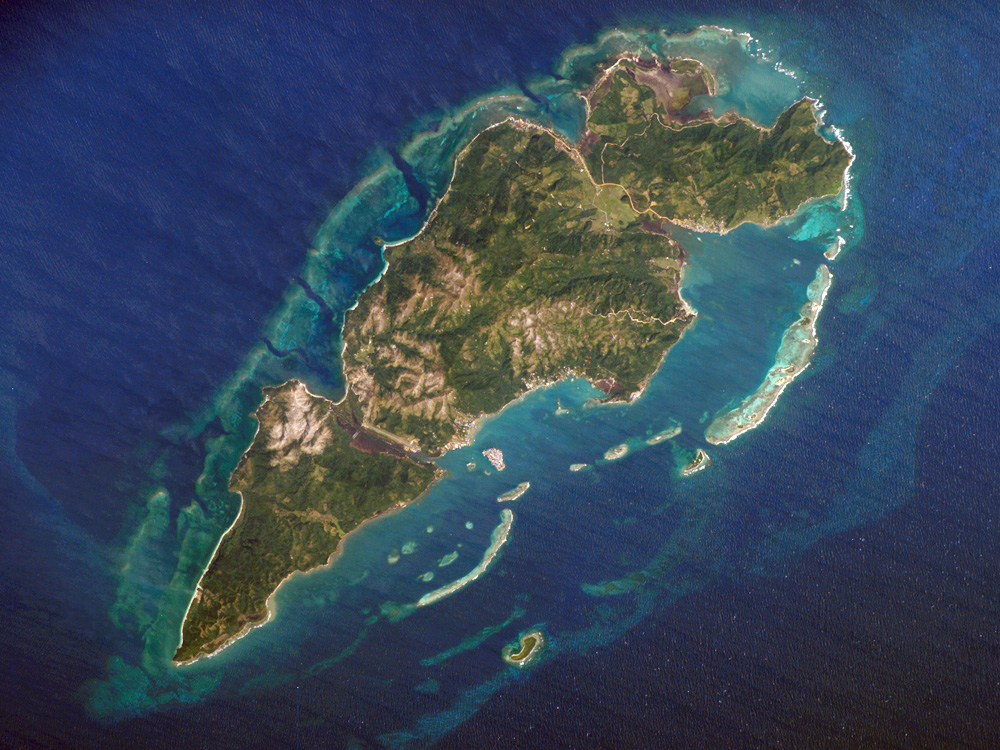
グアナハ島

- カヨス・コチーノス諸島（Cayos Cochinos）

## 歴史
1502年にクリストファー・コロンブスによって「発見」された際
、この島はペチ族（Pech）先住民が居住しており、すでに大型船で現在のホンジュラス本土やユカタンと交易を営む文明を持っていた。しかしスペインは奴隷制度を禁じていたにもかかわらず、スペイン植民地総督はこれらの諸島を本拠に、先住民を食人族、キリスト教に敵対すると決めつけ、奴隷として売買する奴隷貿易を推進した。1516年にはキューバ植民地総督ディエゴ・ベラスケス・デ・クエリャルは、インディオの減少による労働力不足を補うためにこの諸島や他の土地からの奴隷の輸入を推進した。その後、諸島の人口は大幅に減少した。
1638年、バージニアのウィリアム・クレイボーン（William Claibourne）がロアタン島に植民を開始したが、この植民地は短命に終わる。しかしこの諸島へのイギリスの関与はその後200年以上続くことになる。この期間、オランダ人、フランス人、イギリス人の海賊がスペイン系の交易船を襲うことがホンジュラス湾で頻発しており、オランダ人海賊が諸島を襲撃したが、このイギリス人植民地は難を逃れ、ロアタン島の現在のポートロイヤルの近辺であった。1642年から1650年の間にはイギリス人の占有するポートロイヤルを巡りスペインと戦艦を派遣し交戦、スペインがポートロイヤルを奪還した。
その後、1742年に再びイギリスが中米のカリブ海岸の確保を意図し、ロアタン島のポートロイヤルを再び要塞化。1775年までにイギリスが植民地を確立。イギリスはグアテマラからキューバの間のスペイン商船を妨害し襲撃することを意図しているとの情報がスペイン側に伝わり、1782年にスペインはロアタン島を襲撃した。1788年にはイギリス側は島を完全に明け渡した。
1821年に中央アメリカが独立した際、この諸島はホンジュラスの領有圏とされた。イギリス領有していたベリーズの総督はこれを認めず、1852年にはロアタン島を正式なイギリス植民地として主張。アメリカ合衆国がこの主張に対し異議を唱え、協議の末、1859年にはイギリスが諸島をホンジュラスに返還した。1861年には諸島がホンジュラスのイスラス・デ・ラ・バイア県として設定された。ただし住民の中には1902年までイギリス領ではなくなったことを認めない者も多かった。1950年代末でもまだホンジュラス国籍を否定する住民も多かったとされるが、ホンジュラス及びイギリス両国は、1861年の条約締結以降にこの諸島で生まれた者は全て、ホンジュラス国籍であると合意している。

## 観光
スキューバダイビングのライセンスが取得できる観光地。アメリカ合衆国をはじめ、カナダやヨーロッパからの観光客が多い。外国人が経営するロッジも多く、英語も通じやすい。ただしヘヘンという日本の蚊を小さくしたような虫が生息しており、これに咬まれると痒くてたまらない。ヘヘンよけのクリームが必要である。

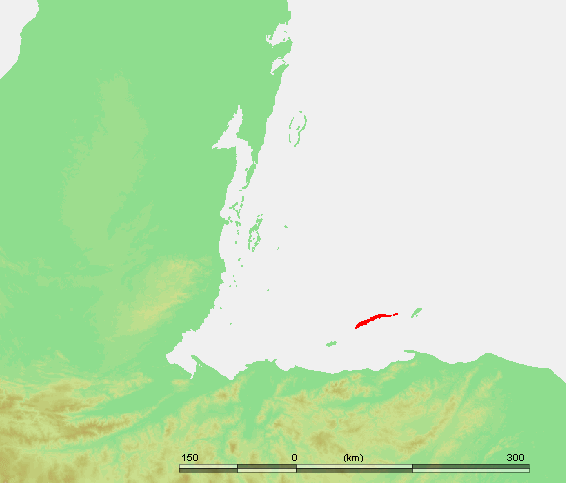
ロアタン島